# Pulau Banggi
Pulau Banggi of Banggi-eiland (niet te verwarren met Banggi, een plaats op het Indonesische eiland Java) ligt in het district Kudat van de Maleisische deelstaat Sabah op de noordoostelijke punt van het eiland Borneo. Het is het grootste eiland dat geheel binnen het staatsverband van Maleisië ligt. In het zuiden van het eiland ligt het stadje Karakit. Op het eiland ligt een 24 ha groot natuurgebied met ongerept regenwoud. Ten zuidoosten van het eiland ligt een eilandengroep.
Er bestaan plannen om het ecotoerisme op dit eiland uit te breiden